# 原田三夫 (ゴルファー)
原田 三夫（はらだ みつお、1964年1月15日 - ）は、徳島県出身のプロゴルファー。

## 来歴
川島高校時代は卓球部に所属し、守り重視のカットマンとして知られ、全国大会に出場するほどの腕前を持っていた。卒業後は大学へ進学する余裕はなく、競輪かゴルフか迷った末にゴルフを始める。
24歳であった1988年に4度目の挑戦でプロテストに合格すると、1993年には札幌とうきゅうオープン6位に入り、1994年のゼンリン福岡オープンで初優勝し裏シードを獲得 。
1997年にはジャストシステムKSBで開眼して63をマークするが、最終日には81を叩いて一気に後退。つるやオープンでは3日目に24パットで首位の丸山茂樹と2打差2位と健闘し、最終日には前半ノーボギーの3バーディ、インに入ってからも2バーディ、1ボギーとして嬉しい10年目でのツアー初優勝を挙げた。
1999年には小山内護と共にワールドカップ日本代表に選出され、初日には小山内が個人戦でも首位に立ったことで団体でも首位に立つ健闘を見せた。
初日にはトニー・ジョンストン&マーク・マクナルティ（ジンバブエ）、2日目はデビッド・パーク&フィリップ・プライス（ウェールズ）、3日目はパドレイグ・ハリントン&ポール・マッギンレー（アイルランド）。最終日はデビッド・フロスト&リチャード・カプラン（南アフリカ）と、いずれも強豪チームと戦った。
団体ではマーク・オメーラ&タイガー・ウッズ（アメリカ）、サンティアゴ・ルナ&ミゲル・アンヘル・マルティン（スペイン）、ハリントン&マッギンレー（アイルランド）、アンヘル・カブレラ&エドアルド・ロメロ（アルゼンチン）、ヤルモ・サンデリン&パトリック・シェーランド（スウェーデン）、ピーター・ベイカー&マーク・ジェームス（イングランド）に次ぐと同時にパーク&プライス（ウェールズ）、フランク・ノビロ&スティーブン・スケイヒル（ニュージーランド）を抑え、ジョンストン&マクナルティ（ジンバブエ）と並んでの7位タイに入った。
2001年には岐阜オープンで谷口徹・井戸木鴻樹・藤田寛之を抑えて優勝したが、2002年はアプローチ、パットでスコアを作る持ち味も生かせず、5試合連続の予選落ちも経験。アイフルカップではショットが全く芯に当たらなかったが、初日66、2日目68で、通算10アンダー、首位と5打差暫定4位タイに入った。
1997年から2001年まで5年連続でシード権を獲得したが、腰痛、肩痛、パットの不調から2002年の賞金ランクで81位とシード権を逃し、ファイナルQTからの出場となったがシード落ち。
2003年はJCBクラシック仙台で初日は5番パー4で、手前花道から15ヤードからピッチングサンドでチップインバーディを奪ったほか、元々得意のパッティングが冴えて好スタートを切った。ミズノオープンでは開催週の火曜日に欠場が出て、その代打として滑り込み出場を果たす。初優勝を挙げた時のエースパターを引っ張り出して来て以来、自信を失いかけていたパッティングが好調で、出だしの1番で、3mの下りのパットを入れて、パーセーブ。6番から3連続バーディ、15番では1.5mをがっちり沈めてノーボギーで3位タイと好スタートを切る。
2003年のQTではファイナルQTで予選落ちを喫しツアーメンバーから外れてしまったが、2004年のPGAカップチャレンジトーナメントでは大会3日前くらいから急に痛かった腰が治り、ショットも安定してフェアウエイやグリーンをほとんど外さず2日間ノーボギーで優勝。
チャレンジトーナメント初日は4バーディ、1イーグル、ノーボギーの66で4位タイに着けていたが、最終日は前半の4番、5番、7番で着実にバーディを沈め、後半の13番からは3連続バーディとこの時点で2位に4打差を付け引き離し、この日66のトータル12アンダーでプレーし、安定したゴルフで逆転優勝を飾った。
2005年には3年ぶりのツアー復帰するが、つるやオープンでは久しぶりでなかなか慣れず、3日目には途中で息苦しくなって水ばかり飲みながらプレー。緊張を懸命に解きほぐしながら、好調のパットに支えられて通算6アンダー、5位タイに浮上。
2006年のJCBクラシック仙台では2日間66で回って3位タイに浮上し、3日目には派手なバーディ合戦を繰り広げる同じ最終組を横目に、じっと我慢のゴルフを続け、1番で2mのパーセーブ。以降も続くピンチをしのぎまくって迎えた9番パー4でセカンドショットを打とうとした瞬間に急な目眩に襲われ、動揺して、グリーン手前のバンカーに打ち込んでボギーを打って、単独3位に踏み止まった。

## 主な優勝
レギュラー
- 1994年 - ゼンリン福岡オープン
- 1999年 - つるやオープン
- 2001年 - 岐阜オープン
- 2004年 - PGAカップチャレンジトーナント

シニア
- 2014年 - ISPS グローイング シニアオープンハンダ熱血シリーズ第1戦